# 廷素拉暖大桥

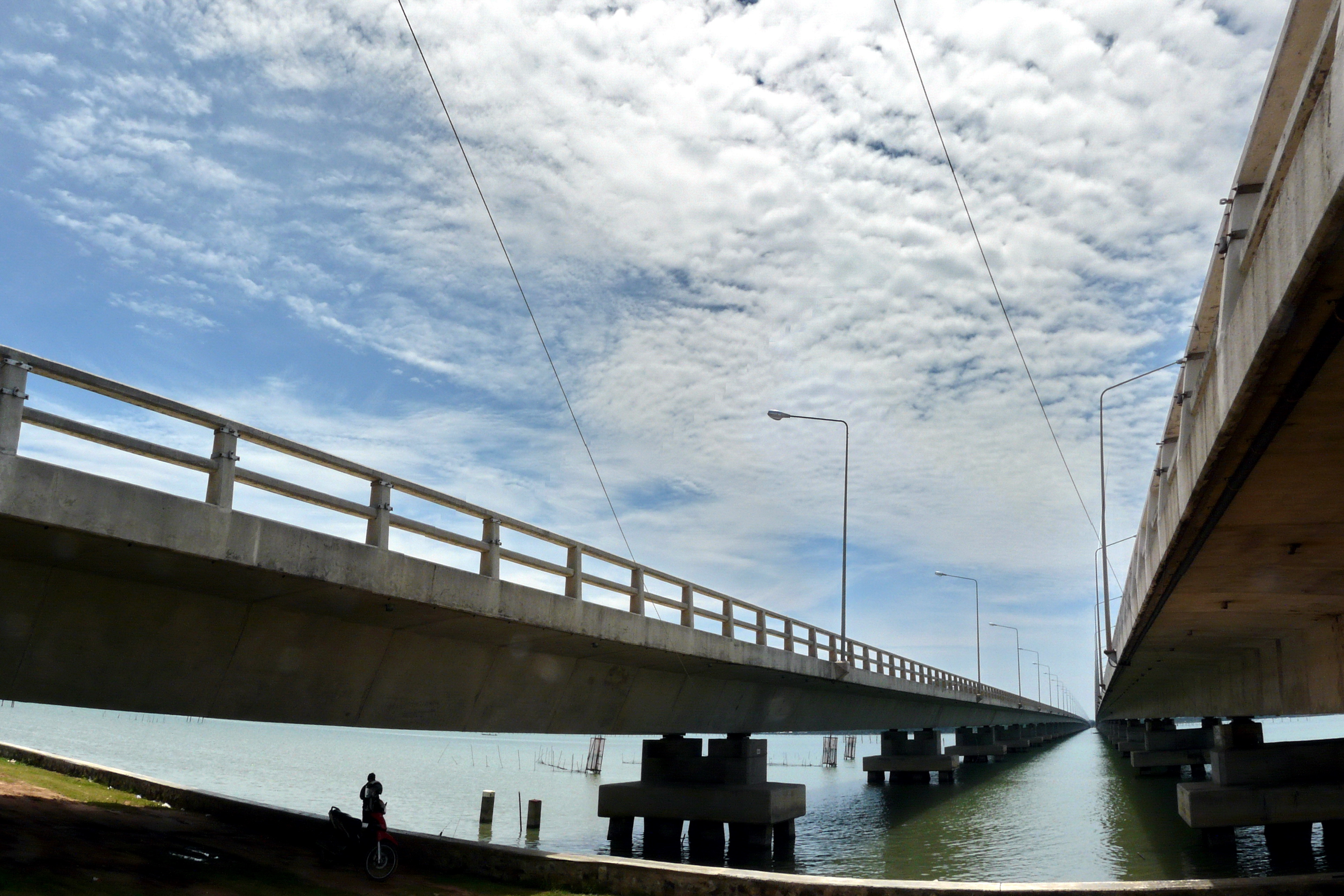

廷素拉暖大桥，是泰王国最长的公路桥。她位于泰南宋卡府。
桥建成于1986年，冠名以当时的泰国首相──炳·廷素拉暖。
大桥跨过宋卡湖，连之宋卡府的府城与沙挺拍半岛。桥身全长是2,640米。以湖中心由岛（Koh Yor）分成两跨，各长940米、1,700米。 